# 2024 au Belize
Chronologie du Belize
- 2020
- 2021
- 2022
- 2023
- 2024
- 2025
- 2026
- 2027
- 2028

Cet article présente les faits marquants de l'année 2024 au Belize.

## Gouvernement
- Monarque : Charles III
- Gouverneur général : Froyla Tzalam
- Premier ministre : Johnny Briceño
- Ministre des Affaires étrangères : Francis Fonseca
- Ministre de l'Éducation : Francis Fonseca
- Ministre de la Jeunesse et des Sports : Rodwell Ferguson
- Juge en chef : Louise Blenman

## Évènements
- Saison cyclonique 2024 dans l'océan Atlantique nord

### Janvier
- 2 janvier : les producteurs de canne à sucre du district de Corozal bloquent une section de l'autoroute Philip Goldson (reliant Belize City à la frontière mexicaine du Quintana Roo). La raison est un échec des négociations avec la Belize Sugar Industries (BSI) sur un accord commercial[1].

### Février
- 20 février : le Belize est retiré de la liste de l'U.E. des pays et territoires non coopératifs à des fins fiscales[2].
- 24 février : Le cargo bélizien abandonné Rubymar, touché par un missile Houthi, provoque une catastrophe environnementale et risque de couler[3].

### Mars
- 6 mars : élections municipales.
- 22 mars : la chaine de télévision KREM Television est renommée X TV (en)[4].

### Avril
- 8 avril : éclipse solaire partielle au Belize[5].
- 13 avril : Halima Hoy est nommée Miss Belize Universe[6].

### Mai
- Début mai : le pays est touché par une sécheresse intense déclenchant de nombreux incendies[7].
- 26 mai : malgré une augmentation de la production, le pays fait face à une pénurie de sucre. La raison est la régulation du prix du sucre au Belize qui n'a pas augmenté le prix du produit depuis plusieurs années. Un commerce illicite de contrebande s'est mis en place dans les zones frontalières, son prix étant bien plus élevé au Mexique et Guatemala[8].
- 30 mai : Parmi les dégâts dus aux incendies, plus de 10 000 ha de la réserve forestière de Mountain Pine Ridge (en) sont touchés[9].

### Juin
- Saison cyclonique 2024 dans l'océan Atlantique nord
- Au début du mois, les autorités déclarent l'état d'urgence dans les districts de Toledo et de Cayo en raison d'une sécheresse intense[7].
- 13 juin : grâce aux pluies récentes, les nombreux incendies touchant le pays depuis début mai sont finalement maîtrisés[10].

### Juillet
- 26 juillet au 11 août : le Belize participe pour la 14e fois aux Jeux olympiques d'été.

### Août
- 11 août : fin des Jeux olympiques d'été.

### Septembre
- signature d'un fonds de 125 millions de $US entre le gouvernement bélizien et la Millennium Challenge Corporation pour développer l'éducation et la production d'énergie[11].
- 18 septembre : inauguration d'une statue en hommage à George Cadle Price au Battlefield Park, devant le Palais de justice de Belize City. Celle-ci a été réalisée par le sculpteur Steven Okeke[12].
- 21 septembre : Fête nationale.

### Octobre
- 4 octobre : Le Représentant permanent du Belize auprès de l'Organisation des États américains (OEA), Lynn Raymond Young, assume la présidence du Conseil permanent[13].
- 19 octobre : la tempête tropicale Nadine touche le Belize[14].

### Novembre
- 6 au 9 novembre : 17e édition du Belize International Film Festival (en)[15]
- 17 novembre : la tempête tropicale Sara touche le Belize.

### Décembre
- 1er décembre : le Belize modernise son système de déclaration numérique pour l’immigration et les douanes. Mis en place à l'aéroport international Philip Goldson, ce système poussera le papier à disparaître petit à petit[16].
- 28 décembre : découverte d'un cas de parasitisme par une lucilie bouchère (Cochliomyia hominivorax) dans le district de Toledo[17].
- 30 décembre : la présence de la lucilie bouchère est officiellement confirmée. L'espèce avait été éradiquée en 1994[17].
- 31 décembre : Lynn Raymond Young quitte la présidence du Conseil permanent de l'OEA[13].

## Décès
- 1er janvier : Lawrence Sydney Nicasio (en), prélat catholique romain, évêque de Belize City-Belmopan (depuis 2017)[18].
- 25 février : James Hennessy (en), dernier gouverneur britannique du Belize, nommé le 2 mars 1980[19] jusqu'au 21 septembre 1981, jour de l'indépendance du pays.
- 22 avril : Michael Espat, homme politique et ministre[20].
- 2 août : Abdulai Conteh, juge en chef de la Cour suprême du Belize entre 2000 et 2010[21].